# Augustyn Jankowski
Augustyn Jankowski (ur. 14 września 1916 w m. Złotoust na Uralu, zm. 6 listopada 2005 w Krakowie), właściwie Bogdan Jankowski – benedyktyn, opat tyniecki, biblista, redaktor naukowy Biblii Tysiąclecia, członek Papieskiej Komisji Biblijnej Kongregacji Nauki Wiary, doktor honoris causa PAT.

## Życiorys
Bogdan Jankowski urodził się w Rosji, w rodzinie inżyniera. Na mocy traktatu ryskiego z 1921 przyjechał do Polski. Studiował filozofię i filologię klasyczną na Wydziale Humanistycznym Uniwersytetu Warszawskiego (1934-1939), następnie przez cztery lata przygotowywał się do kapłaństwa w warszawskim seminarium duchownym. 19 czerwca 1943 przyjął święcenia kapłańskie z rąk biskupa Antoniego Szlagowskiego, po czym przez dwa lata pracował jako wikariusz w Kołbieli. Następnie studiował teologię na Wydziale Teologii Katolickiej Uniwersytetu Warszawskiego (1945-1946) i w Papieskim Instytucie Biblijnym w Rzymie (1946-1948). Po powrocie do Polski pełnił funkcję prefekta studiów w Seminarium Duchownym w Warszawie.
W roku 1956, po 12 latach pracy kapłańskiej w Archidiecezji warszawskiej, został benedyktynem i zamieszkał w opactwie tynieckim, zmienił wtedy imię na Augustyn. 30 listopada 1959 złożył tam śluby wieczyste. W latach 1985–1993 pełnił funkcję opata tynieckiego.
Należał do grona polskich biblistów. Już w 1959 wydał obszerny komentarz naukowy do Apokalipsy św. Jana, swojej ulubionej księgi biblijnej. W tym samym roku rozpoczął pracę nad polskim przekładem Pisma Świętego z języków oryginalnych, którą zakończył w 1965. Był współautorem tłumaczenia Listu do Efezjan, Listu do Filipian, Listu do Kolosan, Listu do Filemona i Apokalipsy św. Jana zawartych w wydanej pod jego redakcją naukową Biblii Tysiąclecia. Przełożył też Apokalipsę św. Jana zamieszczoną w Biblii poznańskiej.
Był profesorem zwyczajnym teologii, licencjatem nauk biblijnych (w specjalności: teologia biblijna Nowego Testamentu) i magistrem filozofii. Wykładał na Papieskiej Akademii Teologicznej w Krakowie (od 1963). W latach 1978–1989 był członkiem Papieskiej Komisji Biblijnej. W 1996 został doktorem honoris causa Papieskiej Akademii Teologicznej w Krakowie.
Napisał 30 własnych książek, był współautorem kolejnych 10. Opublikował też ponad 100 artykułów w pismach teologicznych i dziełach zbiorowych. Od 1972 redagował serię biblijną „Attende lectioni”. Był wieloletnim kierownikiem duchowym prof. Anny Świderkówny.

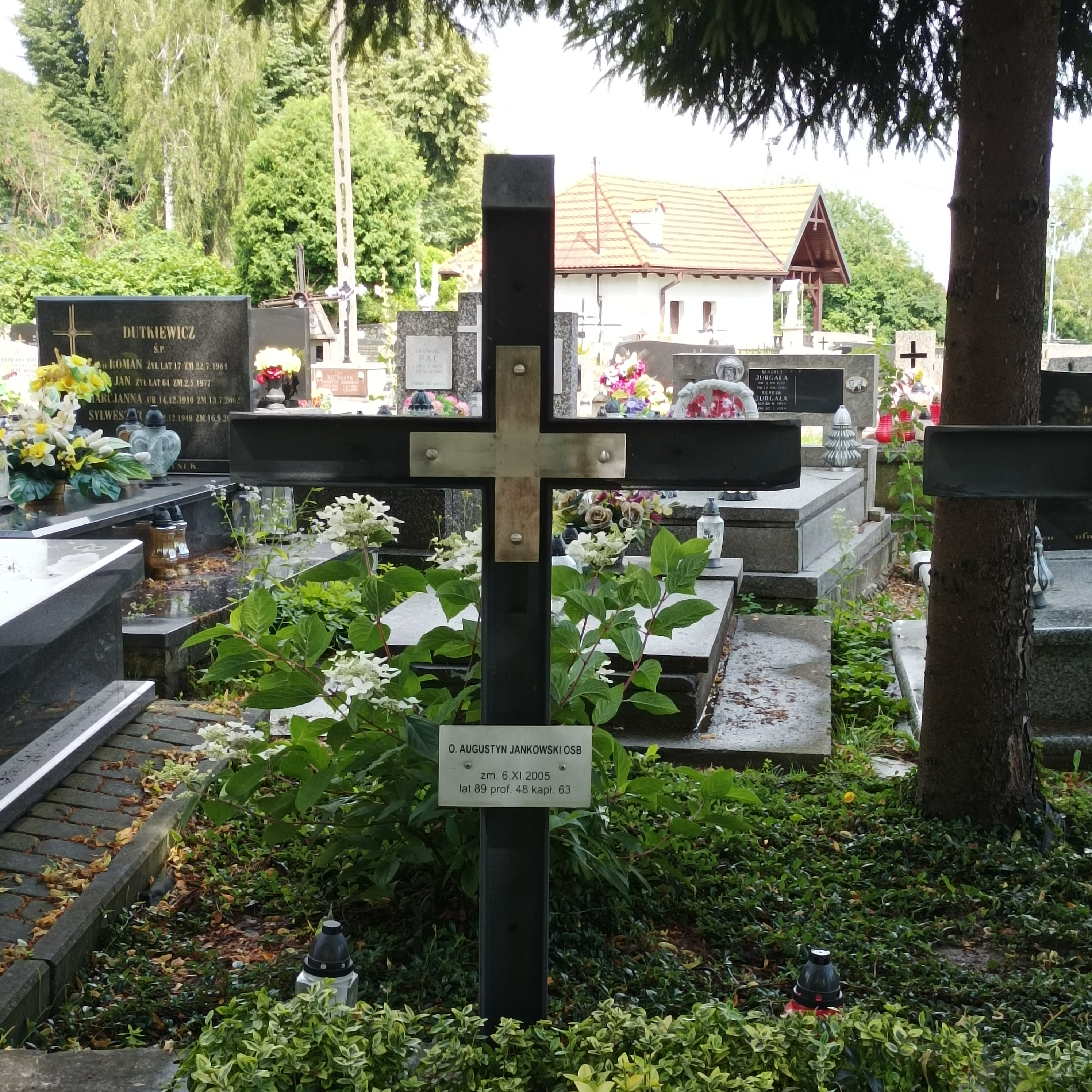
Grób o. Augustyna Jankowskiego na tynieckim cmentarzu parafialnym

## Publikacje
- Aniołowie wobec Chrystusa. Angelologia chrystocentryczna Nowego Testamentu
- Apokalipsa św. Jana (1959)
- Biblia w dokumentach Kościoła
- Biblijna teologia czasu
- Biblijna teologia Przymierza (1985)
- Bliżej Bogarodzicy: studia z mariologii biblijnej (2004)
- Ciasna brama i wąska droga
- Dopowiedzenia chrystologii biblijnej
- Duch dokonawca. Nowy Testament o posłannictwie eschatologicznym Ducha Świętego
- Duch Święty w Nowym Testamencie: zarys pneumatologii NT (1993³ rozszerzone)
- Dwadzieścia dialogów Jezusa (2004)
- Eschatologia biblijna Nowego Testamentu (1987)
- Jam jest Alfa i Omega
- Kapłaństwo w Piśmie Świętym Nowego Testamentu
- Kerygmat w Kościele Apostolskim (1989)
- Królestwo Boże w przypowieściach (1981)
- Listy więzienne św. Pawła (1962)
- Porozmawiajmy o Apokalipsie, t. 1-2
- Przy Stole Słowa
- Rok liturgiczny w świetle Biblii
- Rozwój chrystologii Nowego Testamentu
- Trwajcie mocno w wierze
- Z rozważań nad Nowym Przymierzem
- Życie mnisze, t. 1-2